# الأخوات ميرابال

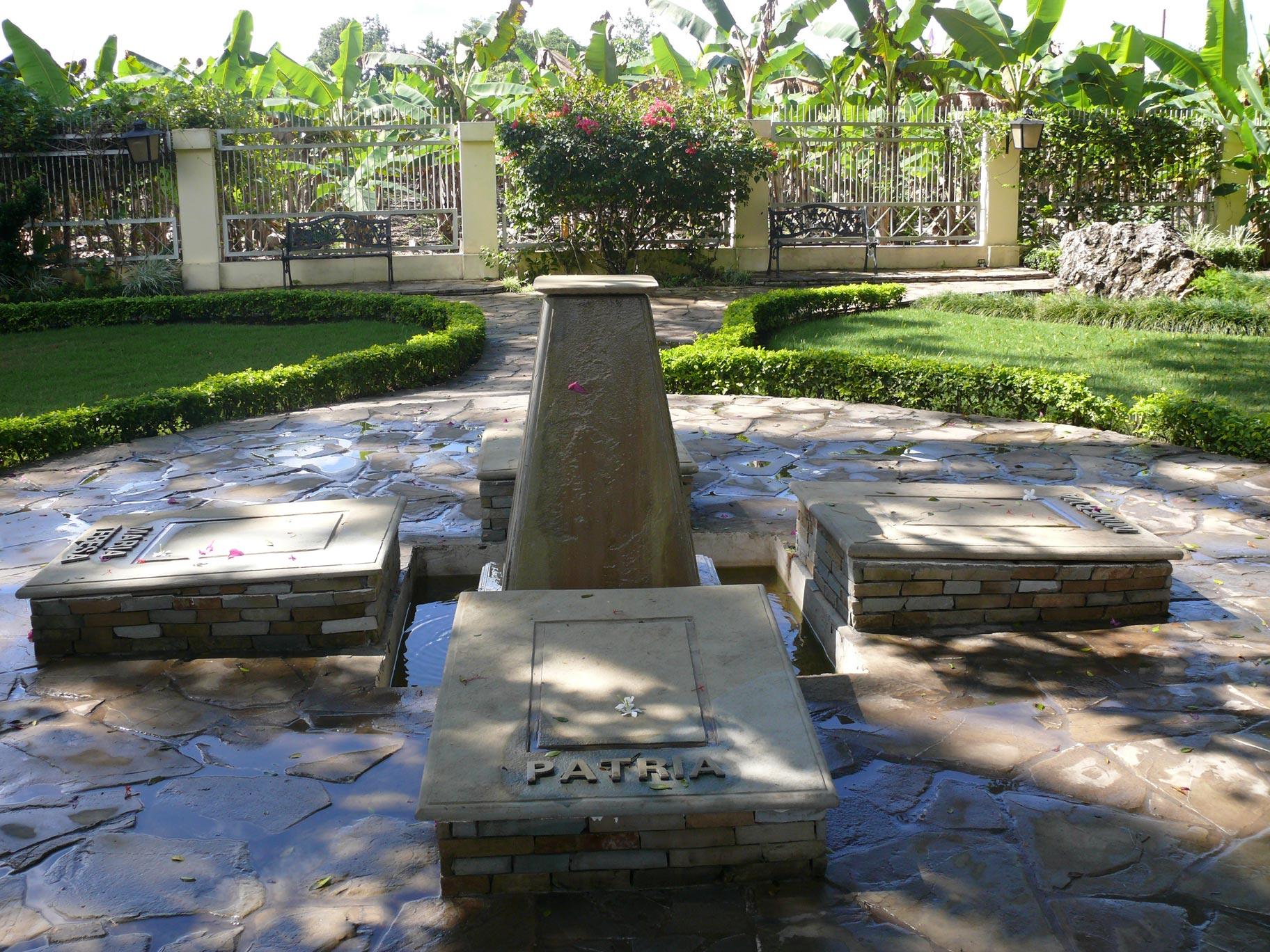
قبر الأخوات

الأخوات ميرابال كنَّ أربع أخوات، يُعرفن عمومًا باسم: باتريا، ومينيرفا، وماريا تيريزا، وديدي. عارضت الأخوات دكتاتورية رافائيل تروخيو في جمهورية الدومينيكان وكنَّ متورطات في أنشطة سرية ضد نظامه. أُغتيلت ثلاثة من الأخوات الأربع (باتريا، مينيرفا، ماريا تيريزا) في 25 نوفمبر 1960. أما الرابعة، وهي  ديدي، فقد توفيت لأسباب طبيعية في 1 فبراير 2014.
تحوّل اغتيال الأخوات ميرابال إلى «رمز للمقاومة الشعبية والنسوية». في عام 1999، أعلنت الجمعية العامة للأمم المتحدة يوم 25 نوفمبر يومًا عالميًا للقضاء على العنف ضد المرأة تكريم لهن.